# 43rd Infantry Division (United States Army)
La 43rd Infantry Division (43ª Divisione di fanteria) era una divisione di fanteria dell'Army National Guard e dell'esercito degli Stati Uniti che ha partecipato alla Seconda guerra mondiale. Fu attivata il 21 marzo 1925 come divisione della guardia nazionale del Connecticut, Maine, Rhode Island e Vermont.